# Gambela
Gambela é uma das nove kililoch da Etiópia.

## Dados
Capital: Gambela
População: 206 000 hab.
Área: 29 782 km²